# Kazimierz Walerian Piątkowski
Kazimierz Walerian Piątkowski herbu Prawdzic – podczaszy grodzieński w latach 1726–1747, pisarz grodzki trocki w latach 1730–1741, starosta łoździejski.
Jako poseł powiatu trockiego sejm zwyczajny pacyfikacyjny 1735 roku podpisał uchwałę Rady Generalnej konfederacji warszawskiej. Poseł powiatu trockiego na sejm nadzwyczajny pacyfikacyjny 1736 roku.